# Bobby Stokes
Robert William Thomas Stokes, detto Bobby (Portsmouth, 30 gennaio 1951 – Portsmouth, 30 maggio 1995), è stato un calciatore inglese, di ruolo attaccante.

## Carriera
Cresciuto calcisticamente nella propria città natale, nel settembre 1966 si unì al settore giovanile del Southampton, venendo successivamente promosso in prima squadra nel febbraio 1968. Debuttò per la prima volta in campionato il 7 aprile 1969, in una gara contro il Burnley, in cui mise a segno la sua prima doppietta da professionista. Negli anni seguenti continuò ad impressionare, fino a imporsi definitivamente nella formazione titolare. Fu particolarmente proficua l'annata 1975-1976, in cui la sua squadra ottenne del titolo di FA Cup per la prima volta nella sua storia, battendo il Manchester Utd in finale, anche grazie a una sua rete.
Nel corso della stagione 1976-1977 venne ingaggiato dal Portsmouth. Tuttavia, la sua esperienza al club si rivelò piuttosto deludente, con solo 2 reti realizzate in 24 presenze di campionato. 
Poco dopo, firmò per i Washington Diplomats, e si ritrovò a giocare con giocatori del calibro di Jim Steele, suo compagno al Southampton, Tommy O'Hara, Wim Jansen e Johan Cruijff. In tutto, con il club della capitale americana disputò 98 gare mettendo a segno 10 reti.

## Dopo il ritiro
Nel 1981 iniziò a gestire il pub Manor House situato a Cosham, sobborgo di Portsmouth. Tuttavia, quest'attività non ebbe un gran successo e Stokes decise di farsi assumere come dipendente all'Harbour View Cafe, bar gestito da suo cugino. Stokes morì il 30 maggio 1995 all'età di 44 anni in seguito ad una broncopolmonite. In suo onore, una delle suite d'accoglienza del St Mary's Stadium venne ribattezzata in Stokes Court, e inoltre, su un edificio situato dove un tempo sorgeva il The Dell, venne posta una placca commemorativa con sopra il suo nome.

## Palmarès

### Club

#### Competizioni nazionali
- Coppa d'Inghilterra: 1

Southampton: 1975-1976